# Экономика Южной Осетии
Экономика частично признанной Южной Осетии в основном аграрная, хотя обрабатывается менее 10 % территории. Основными продуктами питания являются злаки, фрукты и виноград.
Сохраняется лесное хозяйство и животноводство.
Существует ряд промышленных объектов, в частности, вокруг столицы Цхинвал.

## История
После войны 1990-х годов Южная Осетия переживала экономические трудности. Согласно оценке, опубликованной в 2002 году, ВВП Южной Осетии оценивается в 15 миллионов долларов США (250 долларов США на душу населения).
На 2009 год: работы и материалов не хватает. Кроме того, Грузия прекратила подачу электроэнергии в регион, что вынудило правительство Южной Осетии проложить электрический кабель через Северную Осетию. Большинство населения живёт за счёт натурального хозяйства. Фактически единственным значительным экономическим активом, которым обладает Южная Осетия, является контроль над Рокским туннелем, который используется для соединения России и Грузии, от которого правительство Южной Осетии, по сообщениям, получило до трети своего бюджета, взимая таможенные пошлины с грузоперевозки до российско-грузинской войны. Президент Эдуард Кокойты признал, что его страна серьёзно зависит от российской экономической помощи.
Порог бедности в Южной Осетии в четвёртом квартале 2007 года составлял 3062 рубля в месяц, что на 23,5 % ниже среднего показателя по России, в то время как у жителей Южной Осетии доходы несравненно ниже.
В настоящее время экономика очень зависит от финансирования из России.
На 2011 г. все предприятия, кроме Полиграфического объединения, убыточны. Всё сельское хозяйство, несмотря на большие инвестиции, пока остаётся убыточным. По мнению руководства республики, полученные финансовые средства были использованы неэффективно, и на сегодняшний день не получено положительных результатов от использования инвестиций. По статистическим данным, итоги работы за 2011 г. хуже 2010 года.
В 2017 году администрация Южной Осетии оценила её ВВП примерно в 0,1 миллиарда долларов США.

## Полезные ископаемые
Недра богаты рудными и нерудными полезными ископаемыми, большинство месторождений которых расположено в Дзауском районе. Здесь находится крупнейшее в Закавказье Квайсинское месторождение полиметаллов (свинцово-цинковых руд). На этом же месторождении разведаны запасы барита. Ряд исследований, проведённых ещё во времена СССР, указывает на наличие в республике запасов угля, нефти и газа.

## Сельское хозяйство
Ситуация до августа 2008 года (когда республика находилась в неопределённом политическом статусе) негативно сказалась на сельском хозяйстве Южной Осетии. Югоосетинские предприниматели занимались перепродажей грузинских овощей и фруктов в РФ, а крестьяне выращивали сельхозпродукцию исключительно для личного потребления, так как их продукция не могла конкурировать по цене с завозившейся из Грузии.
Власти Южной Осетии планировали улучшить финансы за счёт увеличения местного производства муки и, таким образом, снижения потребности в её импорте. С этой целью в 2008 году посевные площади пшеницы были увеличены в десять раз — со 130 га до 1 500 га. Урожай пшеницы в 2008 году ожидался в размере 2500 тонн зерна.
В 2008 году Министерство сельского хозяйства Южной Осетии импортировало несколько тракторов и ожидало поставки большего количества сельскохозяйственной техники в 2009 году.
Последующее прекращение всяческих экономических отношений между Южной Осетией и Грузией привело к резкому подорожанию цен на сельхозпродукцию. Большая часть продовольствия, включая фрукты, стала завозиться из России. На рынках Южной Осетии исчезло изобилие фруктов и овощей (например, яблоки, которые раньше можно было приобрести за 10 рублей, теперь обходятся покупателям в 30 рублей, аналогичные показатели — по другим культурам).
Тем не менее, ситуация с дефицитом сельхозпродукции и резким ростом цен на него из-за прекращения экономических связей с Грузией привела к спросу на продукты сельского хозяйства местного производства. Почувствовав, что Цхинвал стал испытывать острую нехватку в сельскохозяйственной продукции, в сёлах республики стали больше внимания уделять выращиванию растениеводческой продукции. Уже в 2009 г. произошёл рост продукции растениеводства, произведённой в Южной Осетии. На рынках Цхинвала появилась крупная айва, смородина, малина из села Дменис, помидоры из Прис.
Таким образом закрытие границы с Грузией положительно повлияло на ситуацию в плане активизации деятельности местных фермеров.
Дефицит продуктов вернул к жизни ряд проектов по увеличению сельхозпродукции. В селе Тихрев планируется построить государственный скотоводческий комплекс с мини-молочным заводом.
Недалеко от Цхинвала фермеры заложили интенсивный яблоневый сад на 10,5 га. реализуется проект строительства четырёх крупных парников (510 м². каждый), планируются выращивать помидоры, огурцы, зелень, фасоль и овощи. Появляются фермерские товарные молочные хозяйства. В высокогорных сёлах увеличивается производство сыра. Всего в Южной Осетии около 60 фермерских хозяйств.
Программа развития агропромышленного комплекса рассчитана на три года, её задача — накормить республику собственной сельхозпродукцией, обеспечить местный рынок достаточным объёмом продукции отечественного сельского хозяйства. Таким образом за три года планируется достичь продовольственной безопасности страны.

### Животноводство
Приоритетным и традиционным направлением сельского хозяйства РЮО было и остаётся животноводство. До 1989 г. поголовье КРС в общественных хозяйствах превышало 12 тыс. голов. Основное поголовье крупного рогатого скота в Южной Осетии, а это 27 тысяч голов, сосредоточено в частных хозяйствах.
Из-за прошедшей эпидемии африканской чумы в Южной Осетии не осталось свиней. После проведения комплекса мероприятий вновь началось разведение свиней на уровне личных подворий. Правительство Южной Осетии планирует кредитовать фермеров, желающих заняться свиноводством. Считается, что развитие свиноводства вызовет мультипликативный эффект и повлечёт развитие кормовой базы (засев овса и ячменя) в Южной Осетии.
Война 2008 г. тяжело отразилась на животноводстве в центре страны. В Цхинвальском районе до войны 2008 г. в общественных хозяйствах района было более 300 голов крупного рогатого скота, а сегодня осталось 90 голов, в том числе в Арцеуском колхозе — 66 голов, Дменисском — 15 голов и Хетагуровском — 9 голов.

### Полеводство
Поля практически не обрабатываются. Из 24 тыс. гектаров пашни на территории Южной Осетии 22 тыс. гектаров более 20 лет не распахивалось. По этой причине Южная Осетия недополучает ежегодно более 3-х миллиардов рублей. 720 га засеяно озимыми культурами.
Ежегодно производится 700—800 тонн зерна. Цель для РЮО — обрабатывать 6 тыс. гектаров земли.

### Садоводство
Обширные сады, существовавшие в Южной Осетии во время СССР, были впоследствии заброшены, постепенно деградировали и частью были вырублены на дрова.
Яблоки как бренд Республики: Начинается развитие перспективных фермерских хозяйств, специализирующихся на садоводстве. В Цхинвальском районе на 50 га заложен яблоневый сад «Сады Иристона», и ещё на 10 га будут высажено 26 000 саженцев яблонь, в том числе и для реализации местному населению.

## Промышленность
Большинство промышленных предприятий, существовавших во времена СССР закрыты, либо работают на 5-10 % от прежней мощности. Столь значительное падение производства вызвано чередой войн с Грузией, общим разрывом экономических связей при распаде СССР, блокадой со стороны Грузии. В настоящее время[когда?] в промышленности занято всего 1670 человек.
До войны 2008 года промышленность Южной Осетии состояла из 22 небольших фабрик с общим объёмом производства 61,6 миллиона рублей в 2006 году. В 2007 году работало всего 7 заводов. В марте 2009 г. сообщалось, что большая часть производственных мощностей простаивает и требует ремонта. Даже успешные предприятия испытывают нехватку рабочих, имеют долги и нехватку оборотных средств.
Одним из крупнейших местных предприятий является завод «Эмальпровод», на котором работает 130 человек. Завод в советский период завод был единственным производителем эмальпровода на Кавказе. Одно из крупнейших предприятий Южной Осетии. Кроме основной продукции — эмалированного провода, производятся подшипники, продукция деревообработки, гвозди, пластиковые окна, светодиодные светильники.
Завод «Вибромашина» был единственным в Советском Союзе по выпуску электровибрационных машин. Максимальное число занятых в период расцвета составляло 480 работников. Завод находится в тяжёлом экономическом положении. Производит продукцию в небольших количествах, в основном вибропитатели. Также выполняет заказы на изготовление металлоконструкций (ограды, мусорные баки, мусорные контейнеры и т. д.).
Лесокомбинат вышел на довоенный уровень производства: выпускает односпальные и двуспальные кровати, детские кроватки, карнизы, столы кухонные раздвижные, табуретки и различные спецзаказы, н.р., трапезные столы для епархии, для открывающихся объектов питания и т. д. В начале 2010 г. производство на предприятии вышло на довоенный уровень производства.
Швейная фабрика БТК 4 в советское время специализировалась на производстве хлопчатобумажной женской, детской и рабочей одежды, а также постельного белья. Количество работников предприятия в советские годы составляло 1200 человек. После распада СССР и начала войны с Грузией в 1991 гг. швейная фабрика приостановила свою деятельность. Несколько лет здание фабрики эксплуатировалось как торговый центр. На начало 2017 года в фабрике работает 635 человек. 19 сентября в Цхинвале в торжественной обстановке состоялось официальное открытие швейной фабрики, которая после многолетнего перерыва вновь возобновила свою деятельность.

### Пищевая промышленность
Пищевая промышленность представлена крупным пивоваренным заводом «Алутон» в Ленингоре, «Багиатским наливочном заводом», «Цхинвальским пивзаводом» и пекарнями в Цхинвале.
Пивоваренный завод «Алутон» способен производить 100 т декалитров в месяц. Завод заработал после долгого простоя в феврале 2010 г. Выпускает пиво трёх сортов — Алутон, Жигулёвское и Карлов мост. Всего на заводе планируется производить 6 сортов пива, в том числе тёмного и 8 сортов газировки — традиционных Тархун, Дюшес, Колокольчик. Осенью 2017 года завод частично заработал, сбыт продукции на первое время в основном в Ленингорском районе, городе Цхинвал.
Мельничный комплекс открытый в 2009 г., простаивает из-за отсутствия сбыта продукции. Поступление гуманитарной помощи в больших количествах привело к тому, что мука местного производства не пользуется достаточным спросом.
Крупный мясоперерабатывающий завод Растдон открыт в Цхинвальском районе весной 2017 года, производит колбасные изделия из мяса индейки, курицы, говядины, свинины. Крупнейшим мясной завод, построенный с нуля, имеет 65 рабочих мест.

## Транспорт

### Автомобильный транспорт
Важнейшей магистралью страны является Транскавказская автомагистраль (ТрансКАМ). Весь импорт и весь экспорт происходит исключительно по этой дороге. В связи с этим основное внимание при ремонте уделяется ТрансКАМу и Рокскому тоннелю.
В 2009 году капитальному ремонту подвергся Рокский тоннель. Были качественно заасфальтированы все четыре километра тоннеля, укреплён его свод, были восстановлены в полном объёме вентиляционная и обогревательная системы, а также освещение.
Учитывая интенсивность движения по ТрансКАМу и грузоподъёмность проходимого транспорта асфальтный слой был уложен толщиной в шесть сантиметров, что полностью соответствует технологическим нормам.
В 2009 г. была построена автодорога в Ленингорский район, ранее находящийся в транспортной блокаде со стороны Грузии.
Построена новая дорога Цхинвал-Ленингор.
Ещё пару лет назад[когда?] проблема дорожного строительства и соответственно автобусного снабжения населения была критической из-за блокады со стороны сёл грузинского анклава. Но в последние несколько лет[когда?] эта проблема во многом решена, особенно после ввода в строй Зарской дороги, которая наполовину окольцевала Цхинвальский район. Однако, чтобы доехать до сёл Дменис, Сатикар и дальше в Гром и Арцеу, уходило несколько часов.
После августа 2008 г. населённые пункты Цхинвальского района оказались связаны ближайшими дорогами. Строится дорога на Дменисском направлении (часть уже заасфальтирована), до сёл Гром и Арцеу.
Решаются вопросы транспортного снабжения сёл, особенно автобусного. В конце 2009 года для автобусного сообщения с населёнными пунктами республики было создано РГУП «Управление автомобильного транспорта — Южная Осетия». Данное предприятие имеет по состоянию на январь 2015 года — 58 автобуса. В г. Цхинвале существует 5 автобусных маршрутов (15 автобусов). Стоимость проезда на городском общественном транспорте 12 рублей (в 2015 г.). Вместе с тем пассажирские перевозки остаются нерентабельными и РГУП «Управление автомобильного транспорта — Южная Осетия» дотируется со стороны государства (в 2010 г. — 7,6 млн рублей). Жители районов на себе почувствовали изменения в лучшую сторону. Улучшение происходит буквально по всем направлениям: Дменис, Сатикар, Зар, Дампалет, Гром и т. д. Кроме рейсовых автобусов, в сс. Гром. Арцеу, Джер, Зар ежедневно ходят маленькие автобусы УАЗ.
В республике существует два крупных ежедневных междугородный рейс: Цхинвал — Владикавказ, и Цхинвал-Нальчик. В 2011 году планируется открыть рейсы в Москву, Пятигорск, Волгоград, Минводы, Ростов, а также в столицу Абхазии — Сухуми. Также существует ежедневный маршрут Ленингор — Тбилиси, официально разрешённый маршрут исключительно для жителей Ленингорского района имеющих специальный пропуск 9.

### Железнодорожный транспорт
Железная дорога, ранее заходившая с территории Грузии в Цхинвали, не функционирует с 1992 г., бывший железнодорожный вокзал исполняет роль автобусного вокзала.
Существуют проекты строительства железной дороги между Россией и Южной Осетией.

### Авиационный транспорт
В посёлках Дзау и Ленингор строятся вертолётодромы.
Всего в Южной Осетии намечено построить четыре вертолётодрома в городе Цхинвал, Квайса, посёлках Дзау, Ленингор, и селении Синагур и один аэродром так же в столице в городе Цхинвал.

## Энергетика
Несколько десятилетий назад в РЮО функционировали малые ГЭС, в частности, на реке Джоджора (она обеспечивала потребности шахтёрского посёлка Квайса и собственно рудоуправления), Цхинвальская ГЭС, другие малые электростанции. Сейчас электроэнергия в РЮО поступает из РФ. Грузия поставлявшая электроэнергию в Ленингорский район, находящийся с 1991 по август 2008 года под контролем Грузии, в настоящее время[когда?] находится в режиме бойкота. Для электроснабжения Ленингорского района построена высоковольтная линия Цхинвал—Ленингор протяжённостью около 70 км.
Одной из крупных новостроек в энергетике является центральная подстанция Цхинвала.
За электроэнергию РЮО не платит России с октября 2009 года. По газу тоже имеется задолженность.
Правительство Южной Осетии также взимает таможенную пошлину на газ, которая составляет 30 %. Газ в Южную Осетию поставляется российской компанией ОАО «Газпром».

## Строительство
Происходит восстановление и строительства жилья и общественных строений. На объектах восстановления работают почти 700 единиц техники и более 6,5 тыс. рабочих. В основном стройка идёт в столице в городе Цхинвали и окрестностях, в посёлке Знаур, так же в посёлке Дзау, в городе Квайса строительство многоквартирных домов, так же строительство ведётся в посёлке Ленингор.

## Финансы
Имеется Национальный Банк. Через его отделения в районах платежи доходят по клиентов. Обсуждаются возможности прихода на территорию РЮО филиалов российских банков. Республика испытывает острый дефицит кредитных ресурсов. Считается, что приход российского банковского капитала будет серьёзным прорывом в части кредитования.
Что касается непосредственной работы с предпринимателями — выделяются кредиты на восстановление и развитие бизнеса. Правительство выступает гарантом перед Сберегательным банком, который будет выдавать кредиты предпринимателям для восстановления и развития бизнеса. По результатам конкурса проведённым Минэкономразвития Южной Осетии 57 субъектов малого предпринимательства получили возможность заключить кредитный договор со Сберегательным банком и получить определённую сумму денег на достаточно льготных условиях — на 3 года под 3 % годовых.

### Финансовая помощь со стороны РФ
Россия планировала потратить 10 миллиардов рублей на восстановление Южной Осетии в 2008 году.
В бюджете РФ на 2015 год финансовая помощь Южной Осетии была утверждена в размере 6,6 млрд руб. В проекте российского бюджета 2016 года на финансовую помощь планировалось выделить 8,2 млрд руб.

## Внешняя торговля
В связи с блокадой РЮО со стороны Грузии весь объём внешней торговли РЮО приходится на Российскую Федерацию. Практически все товары, потребляемые в Южной Осетии импортируются из России. Из Южной Осетии в Россию экспортируется лишь незначительное количество фруктов и овощей (в 2009 г. — 26 тонн фруктов и овощей)

## Туризм
Обладает средним туристско-рекреационными возможностями в силу уникальных природно-климатических условий.

## Занятость
С января 2010 года в Управлении по труду и занятости населения РЮО зарегистрировано 692 безработных, а общее количество вакантных мест составляет 110.
В 2009 году в Управлении по труду и занятости населения РЮО было зарегистрировано 1717 человек в возрасте от 18 до 50 лет.

## Налогообложение
Бюджет в 2010 году составил 4,3 млрд рублей. Бюджет формируется в основном за счёт финансовой помощи РФ.
Основная масса администрируемых КНС РЮО доходов бюджета обеспечена поступлениями подоходного налога, которые составили около 85 % всех поступлений, и НДС, составившими около 10 % поступлений.